# Công giáo tại Bangladesh
Giáo hội Công giáo tại Bangladesh là một phần của Giáo hội Công giáo Hoàn vũ, dưới sự lãnh đạo tinh thần của giáo hoàng ở Vatican. Tính đến năm 2016, có khoảng 350.000 giáo dân Công giáo, khoảng 0,2 phần trăm dân số Bangladesh. Khoảng 60% người Công giáo đến từ các "bộ lạc", các thành viên của các bộ tộc thiểu số. Bangladesh là một quốc gia có tôn giáo là Hồi giáo chiếm phần lớn.
Tính đến năm 2017, đất nước này bao gồm tám giáo phận, trong đó có hai tổng giáo phận. Có một hồng y ở Bangladesh, Patrick D'Rozario, Hồng y đầu tiên của đất nước này.
Hội đồng Giám mục Công giáo Bangladesh, được thành lập năm 1971. Mục đích của Hội đồng này là tạo điều kiện cho chính sách và hành động chung trong những vấn đề ảnh hưởng hoặc chịu trách nhiệm ảnh hưởng đến quyền lợi của Giáo hội Công giáo ở Bangladesh và để phục vụ cho đất nước. Giáo hoàng Gioan Phaolô II viếng thăm Dhaka vào tháng 11 năm 1986. Giáo hoàng Phanxicô cũng có chuyến viếng thăm đất nước này vào năm 2017.
Bộ Ngoại giao Hoa Kỳ và các nhóm nhân quyền đã viện dẫn Bangladesh là một quốc gia quan tâm đến bạo lực đối với các nhóm thiểu số tôn giáo, bao gồm người Hindu và Kitô hữu. Một vụ bạo lực đáng chú ý chống lại các Kitô hữu là vụ đánh bom năm 2001 trên một nhà thờ Công giáo trong thánh lễ Chúa Nhật, giết chết chín người và giết hại hàng chục người.  Vì sự nổi lên của al-Qaeda và ISIS, bạo lực, đe dọa và nhiều hình thức áp bức chống lại người không theo đạo Hồi đã tăng lên ở Bangladesh, và một báo cáo của Bộ Ngoại giao năm 2014 ghi nhận thiếu nỗ lực của chính phủ để bảo vệ các dân tộc thiểu số.